# Без права на провал
«Без права на провал» (рос. «Без права на провал») — російський радянський пригодницький воєнний фільм Євгенії Жигуленко. Знятий за оповіданням Георгія Сєвєрського.

## Сюжет фільму
Фільм розповідає про команду з розвідника Лозового, підпільника Колєсова та юного партизана Василька, які отримали завдання віднайти сховану німцями у Кримських горах величезну гармату, якою німці збираються обстріляти окупований Севастополь. Однак дізнатись координати та доставити їх вчасно до Блакитної бухти вдасться не всім.

## В ролях
| Актор                 | Роль                      |
| --------------------- | ------------------------- |
| Саша Лебедєв          | партизан Васильок         |
| Андрій Мартинов       | лейтенант Лозовий         |
| Станіслав Садальський | артист Колєсов            |
| Микола Гринько        | Іван                      |
| Євгенія Жигуленко     | Дар'я                     |
| Улдіс Лієлдіджс       | німецький офіцер-будівник |
| Арніс Ліцитіс         | німецький солдат на КПП   |
| Віктор Шульгін        | командир партизан         |
| Валентина Клягіна     | медсестра                 |
| Олександр Вдовін      | Самарін                   |

## Знімальна група
- Режисер: Євгенія Жигуленко
- Сценаристи: Едуард Володарський, Георгій Сєвєрський
- Оператор: Олександр Мачильський
- Композитор: Євген Геворгян